# Temnoplectron laeve
Temnoplectron laeve är en skalbaggsart som beskrevs av François Louis Nompar de Caumont de Laporte 1840. Temnoplectron laeve ingår i släktet Temnoplectron och familjen bladhorningar. Inga underarter finns listade i Catalogue of Life.